# 摩天嶺山脈
摩天嶺山脈（まてんれいさんみゃく、朝鮮語: 마천령산맥、マチョルリョンサンメク）は、朝鮮民主主義人民共和国東部に位置する山脈である。
白頭山の南東から、両江道・咸鏡南道と咸鏡北道との境界付近を南下し、朝鮮半島東海岸に至る。朝鮮半島の脊梁山脈（白頭大幹）の一部を成す。鉄鉱石・菱苦土鉱など地下資源が豊富である。